# Joseph Lecornu
 (15 mars 2025).
Pour les articles homonymes, voir Lecornu.

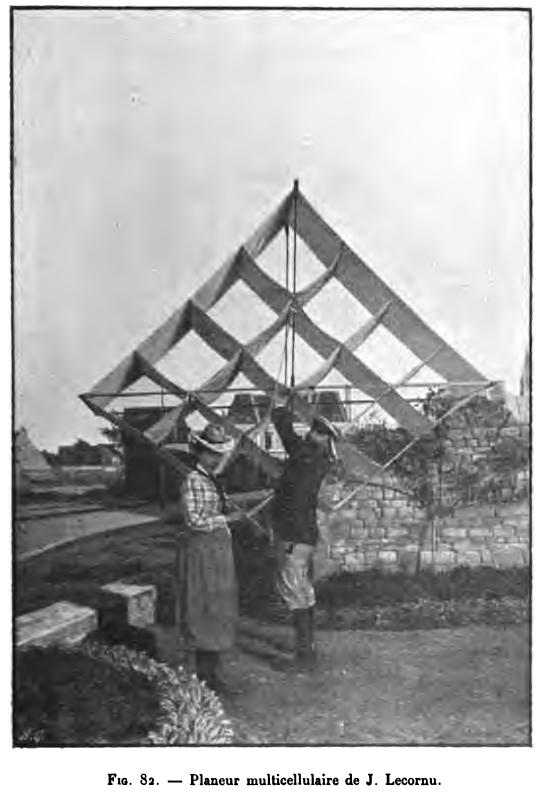
Joseph LECORNU et son cerf-volant multicellulaire

Joseph-Louis Lecornu, né le 13 mars 1864 à Caen et mort  le 9 août 1931 à Cambes, est un ingénieur et cerf-voliste français.

## Biographie
Issu d'une famille de huit enfants, Joseph Lecornu avait deux sœurs et cinq frères. Après ses études secondaires au lycée de Caen, Joseph Lecornu obtient son diplôme d’ingénieur à l’École centrale des arts et manufactures en 1888. 
Le 21 août 1887 à  St Aubin-sur-Mer, il sauva, au péril de sa vie, un baigneur qui se noyait. Il faillit perdre lui même la vie. Il ne dut son salut qu'à son frère Louis qui réussit à les ramener tous les deux sur la plage. Les deux frères reçurent du ministre de la Marine la médaille d'honneur de sauvetage. En 1891, dans la chapelle de l’évêché de Nantes, il épouse Marie Thérèse Hatterley, dont il avait fait connaissance à Paris.
Le père de l'électricité Caennaise
On doit à Joseph Lecornu la mise en place, à partir de 1893, de l’électricité à Caen. L'inauguration de l'usine eut lieu le 9 juin 1894. C'est l'évêque de Bayeux qui, après avoir béni les bâtiments, mit en marche la première machine.
Une passion pour les nouvelles technologies
Passionné par le plus lourd que l'air, le dimanche 17 juin 1887, assistant à une ascension en ballon à Caen, Joseph remplaça au dernier moment un passager défaillant et partit à bord du Ballon « Le siège de Paris » dirigé par le Capitaine Mangin.
En 1897, il invente le cerf-volant « étagère » qu'il expérimente à Cabourg Plage. Son modèle se compose de trois cellules de section rectangulaire placées l'une au-dessus de l'autre. En 1899 il réalise le cerf-volant dit multicellulaire droit puis en 1900 le multicellulaire oblique. Lors des JO 1900 se déroulant à Paris, le cerf-volant est utilisé comme sport de démonstration. Lecornu y participe et se place premier, obtenant ainsi la médaille d'or, le 30 septembre 1900. Il est le seul champion olympique de cerf-volant dans la catégorie Grands Appareils. Joseph Lecornu est aussi le frère de Léon Lecornu, président de l’académie des Sciences.
En mai 1907, à l'occasion du congrès des sociétés de photographie organisé par la Sté Caennaise de photographie, il effectue de nouveau un vol en ballon Jassen avec sa femme (Marie-Thérèse Hatterley). Le pilote du ballon était Mr Barbotte. Ils atterrirent le soir vers 7 heures près de Flers de l’Orne après 3 heures 30 de vol et 50 km. 
En 1910, lors de la deuxième semaine d'aviation qui se tint à Caen sur le terrain de Cornelles du 27 juillet au 2 août, Joseph Lecornu accomplit plusieurs circuits aériens.
Joseph Lecornu devient maire de Cambre en 1908 et remplit cette tâche jusqu'au jour de sa mort en août 1931.

## Romans
- 10 000km en cerf-volant (manuscrit 1905). Ce manuscrit retrace la traversée de l'Atlantique en cerf-volant multicellulaire. Jamais publié.
- Une exposition à Verdun (1917 - Lectures pour tous)
- Le vol de la Golconde (1918 - Lectures pour tous)
- De la terre à la lune (1919 - Lectures pour tous)
- L'homme double (1924 - Lectures pour tous)
- Le mystère du feu - (1925 - La Revue Française)